# Gadiyankanahalli, Hangal
Gadiyankanahalli là một làng thuộc tehsil Hangal, huyện Haveri, bang Karnataka, Ấn Độ.